# Course de chiens de traîneaux aux Jeux olympiques de 1932
Une course de chiens de traîneaux est incluse en tant que sport de démonstration aux Jeux olympiques d'hiver de 1932 à Lake Placid. 5 concurrents du Canada et 7 des États-Unis participent à la compétition. L'épreuve, courue sous les règles du New England Sled Dog Club, consiste à parcourir deux fois un parcours de plus de 40,5 km. Avec six chiens par traîneau, chaque traîneau part à trois minutes d'intervalle et des temps intermédiaires sont données aux mushers à 6,44 km, 17,06 km et 36,14 km.

## Qualification
Norman D. Vaughan se qualifie pour l'épreuve à travers une course organisée par le New England Sled Dog Club à Wonalancet dans le New Hampshire en hiver 1932. 26 équipes sont inscrites à cette course de deux jours qui a lieu deux semaines avant les Jeux.
Il a été pensé que Emile St. Godard serait incapable de participer à l'épreuve en raison d'un manque de soutien financier.

## Résultats
| Place | Participant             | Course n°1        | Course n°2        | Total             |
| ----- | ----------------------- | ----------------- | ----------------- | ----------------- |
| 1     | Emile St. Godard (CAN)  | 2 h 12 min 05 s 0 | 2 h 11 min 07 s 5 | 4 h 23 min 12 s 5 |
| 2     | Leonhard Seppala (USA)  | 2 h 13 min 34 s 3 | 2 h 17 min 27 s 5 | 4 h 31 min 01 s 8 |
| 3     | Shorty Russick (CAN)    | 2 h 26 min 22 s 4 | 2 h 21 min 22 s 2 | 4 h 47 min 44 s 6 |
| 4     | Harry Wheeler (CAN)     | 2 h 33 min 19 s 1 | 2 h 29 min 35 s 0 | 5 h 02 min 54 s 1 |
| 5     | Roger Haines (USA)      | 2 h 34 min 56 s 0 | 2 h 31 min 31 s 3 | 5 h 06 min 27 s 3 |
| 6     | Raymond Pouliot (CAN)   | 2 h 53 min 14 s 3 | 2 h 52 min 21 s 5 | 5 h 45 min 35 s 8 |
| 7     | Jack Defalco (CAN)      | 2 h 53 min 49 s 5 | 2 h 55 min 50 s 1 | 5 h 49 min 39 s 6 |
| 8     | Stuart Belknap (USA)    | 2 h 57 min 14 s 0 | 2 h 57 min 08 s 5 | 5 h 54 min 22 s 5 |
| 9     | Henry Murphy (USA)      | 2 h 42 min 49 s 4 | 3 h 15 min 24 s 1 | 5 h 58 min 13 s 5 |
| 10    | Dexter Sears (USA)      | 3 h 00 min 21 s 7 | 3 h 01 min 49 s 5 | 6 h 02 min 11 s 2 |
| 11    | Norman D. Vaughan (USA) | 3 h 24 min 10 s 0 | 3 h 49 min 46 s 0 | 7 h 13 min 56 s 0 |
| 12    | Madame Eva Seeley (USA) | 3 h 28 min 01 s 7 | 3 h 46 min 45 s 0 | 7 h 14 min 46 s 7 |

## Nations participantes
Un total de douze participants de deux pays participent à cette épreuve des Jeux de Lake Placid.
- Canada (5)
- États-Unis (7)